# Witanagemot

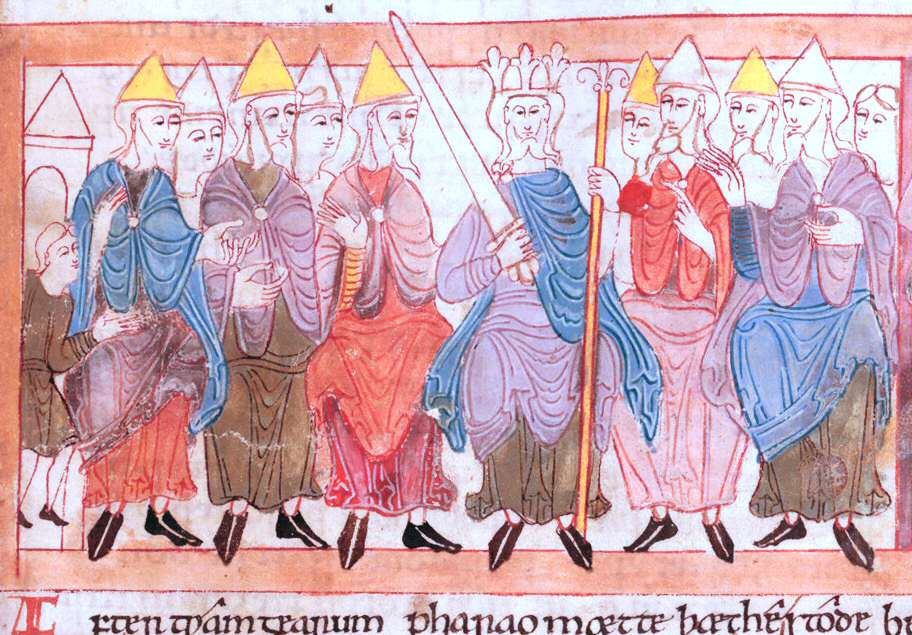
Rege anglo-saxon reprezentat împreună cu membri consiliului său de conducere, witan (aproximativ secolul al 11-lea).

Witenagemot, denumit de asemenea Witan, deși forma Witan este mult mai corect folosită pentru a desemna membri săi, a fost o instituție politică, un consiliu de conducere în realitate, al Angliei anglo-saxone, care a funcționat aproximativ între secolele al 7-lea și al 11-lea. 
Numele witenagemot este derivat din engleza veche însemnând "Întrunirea înțelepților", întrucât witan însemna înțelept sau consilier, iar gemot însemna ansamblu sau întrunie.  Witangemot era o continuare firească a unei adunări generale tribale, denumită folkmoot, care a derivat ulterior într-o convocare periodică a celor mai importanți și puternici oameni ai tuturor comunităților tribale, care includea preoți, militari, magistrați⁠(d) și purtători de cuvânt ai comunității către rege. 

## Referiri în literatură
- [The] Wizengamot, o organizație ficțională din seria de șapte cărți ale britanicei de J. K. Rowling, avându-l ca protagonist pe Harry Potter, are numele evident derivat din cel real de Witenagemot.  În toate cele șapte cărți, [the] Wizengamot este un consiliu de sfătuire și conducere alcătuit din înțelepți, atât din bărbați cât și din femei, al cărui conducător este Albus Dumbledore.

- [The] Entmoot din cartea lui J.R.R. Tolkien The Lord of the Rings, utilizează aceeași rădăcină lingvistică ca și folkmoot.